# Patrick Burgel
Pour l’article homonyme, voir Burgel.
 (septembre 2009).
Si vous disposez d'ouvrages ou d'articles de référence ou si vous connaissez des sites web de qualité traitant du thème abordé ici, merci de compléter l'article en donnant les références utiles à sa vérifiabilité et en les liant à la section « Notes et références ».
Albert Patrick Burgel dit Patrick Burgel, né le 7 septembre 1946 à Carrières-sous-Poissy (Yvelines) et mort le 5 juin 2012 à Vernon (Eure), est un comédien, écrivain, animateur de radio et imitateur français.

## Biographie
Patrick Burgel est né le 7 septembre 1946 à Carrières-sous-Poissy.
Après une courte carrière d'enseignant il débute le matin sur RTL et le soir au Théâtre Marigny. Par la suite il intègre la troupe des Branquignols et devient l’une des premières « stars » de l’imitation en animant l'émission l'Oreille en coin sur France Inter. Il anime cette émission pendant seize ans durant lesquels il écrit avec Pierre Saka plus de 6000 chansons sur l'actualité.
Parallèlement, Patrick Burgel ne cesse de travailler entre tournées, doublages, réalisations et écritures. Il fait ses premiers pas à la télévision au côté de Gérard Sire et au cinéma en compagnie de Gérard Oury. Il tourne plusieurs téléfilms avec Paul Planchon, Jean Kerchbron et bien d'autres.
En 1992 il double avec Évelyne Grandjean le détournement Derrick contre Superman pour Canal +. Puis, en 1993, Patrick Burgel tourne dans le film Les Visiteurs, aux côtés de Christian Clavier et de Jean Reno où il interprète le Duc Fulbert de Pouille tué d'un carreau d'arbalète au début du film (Le Comte de Montmirail l'avait pris pour un ours).
Il a tourné dans soixante films ou téléfilms et est monté plus de 6000 fois sur scène en quarante ans.
En cette même année 1993 il sort son premier roman, intitulé La Maison qui n'oublie pas. Il a aussi écrit plusieurs ouvrages sur les anagrammes. Ses spectacles en contiennent d'ailleurs un nombre important.
Il tourne depuis 2000 avec un spectacle entièrement consacré à la magie des mots, « Imaginer donne la migraine », qu'il a proposé dans de nombreux pays.
Depuis 1994 il a publié plusieurs ouvrages : « Le guide de l'anagramme » (Trédaniel éditeur), « Les anagrammes de Patrick Burgel » (Carnot éditions), « Le petit dictionnaire des pluriels » (Carnot éditions), « La Tournée 42 », puis « Henry Pot-de-Beurre à l'école des sauciers » aux Éditions Les oiseaux de papier, "le petit livre des pluriels" (First éditions) et, plus récemment, « l'anagramme du Diable » chez Édilivre, roman ésotérico-policier coécrit avec Paul Planchon.
Il joue Orgon dans le Tartuffe de Molière au printemps 2010 dans une mise en scène de René Camoin au Théâtre de Saint-Maur.
En plus d'être acteur et écrivain, Patrick Burgel est aussi chanteur, parolier, imitateur, conférencier et peintre.
Patrick Burgel meurt le 5 juin 2012 d'une crise cardiaque, à l'âge de 65 ans,.

## Résumé de la carrière artistique

### Écriture
| Titre                                                      | Éditeur                                                  |
| ---------------------------------------------------------- | -------------------------------------------------------- |
| La Maison qui n'oublie pas                                 | Guy Trédaniel éditeur                                    |
| Guide de l'anagramme prémonitoire                          | Guy Trédaniel éditeur                                    |
| Molière, un voyage initiatique                             | (à paraitre)                                             |
| Des nouvelles de Patrick Hilliard ?                        | (à paraitre)                                             |
| Les anagrammes de Patrick Burgel (humour)                  | Éditions Carnot (épuisé)                                 |
| Le petit dictionnaire des pluriels (illustré par l'auteur) | Éditions Carnot (épuisé)                                 |
| Le petit livre des pluriels                                | Éditions First                                           |
| La Tournée 42 (roman)                                      | Éditions les Oiseaux de papier                           |
| Henry Pot-de-Beurre à l'école de sauciers                  | Éditions les Oiseaux de papier (coll. Cuisine et humour) |
| L'anagramme du Diable (coécrit avec Paul Planchon)         | Édilivre                                                 |

### Théâtre
| Pièce                                       | Théâtre               |
| ------------------------------------------- | --------------------- |
| Un violon sur le toit                       | Théâtre Marigny       |
| Ce que femme veut                           | Théâtre Marigny       |
| Vos gueules, les mouettes !                 | Théâtre des Variétés  |
| Mais qu'est-ce que je vais dire à Josiane ? | Théâtre Vinci (Tours) |
| Tartuffe (rôle d'Orgon)                     | TBB                   |

### Spectacles
| Tous les artistes ont des problèmes (2 770 représentations en 26 ans, one-man-show) |
| Zapper la vie (comédie musicale à un seul personnage) créé au Vinci à Tours |
| Gare à vous ! Spectacle inaugural de la gare de Tours |
| IMAGINER donne la MIGRAINE (Lucernaire, puis toute la France) one-man-show, ce spectacle a dépassé la 700e représentation (Prix "Baladin des petites scènes" du meilleur comédien humoriste 2000) |
| Si Dieu veut (auteur) au TBB puis en tournée en France, Suisse et Belgique |
| La Page blanche (comédie musicale, écrite et mise en scène, jouée au Théâtre du Crochetan à Monthey, Suisse, avec 140 interprètes sur scène)                                                      |

### Cinéma
- 1973 : Les aventures de Rabbi Jacob de Gérard Oury
- 1978 : Le Beaujolais nouveau est arrivé de Jean-Luc Voulfow
- 1978 : La Vie des seins d'Alex Métayer (court-métrage)
- 1992 : Betty de Claude Chabrol
- 1993 : Les Visiteurs de Jean-Marie Poiré
- 1993 : Tout le monde n'a pas eu la chance d'avoir des parents communistes de Jean-Jacques Zilbermann
- 1998 : Les Couloirs du temps : Les Visiteurs 2 de Jean-Marie Poiré
- 1998 : L'homme est une femme comme les autres de Jean-Jacques Zilbermann
- 1998 : Petits rêves d'Éric Bitoun (court-métrage)
- Non daté : Les Trois Lorenzo de Will Stuart

### Télévision
- 1988 : Les Enquêtes du commissaire Maigret, ép.L'Homme dans la rue, de Jean Kerchbron

### Peinture et dessin humoristique
Médaille d'or de la ville de Montereau.

## Résumé de la carrière médiatique

### Radio
| Station                | Émission |
| ---------------------- | --- |
| RTL 1969-1970          | |
| France Inter 1970-1985 | L'Oreille en coin soit plus de 800 émissions et plus de 6 000 chansons et 2 000 sketches coécrits et interprétés en direct |
| RMC 1990-1993          | Ils sont fous ! |

### Télévision
| Titre                                           | Réalisateur            |
| ----------------------------------------------- | ---------------------- |
| Dimanche en trois manches                       | Gérard Sire            |
| Le pape des escargots                           | Jean Kerchbron         |
| Le Roi de la valse                              | André Teyssère         |
| L'amie d'enfance                                | Jean Kerchbron         |
| Ce que femme veut                               | Jean Kerchbron         |
| La Chanson des Tibères                          | Jacques Samyn          |
| Arouapeka                                       | B. Deflandre           |
| Châteauvallon                                   | Paul Planchon          |
| Le Château                                      | Jean Kerchbron         |
| Rancune tenace                                  | Emmanuel Fonlladosa    |
| La Vallée des espoirs                           | Jean-Pierre Marchand   |
| Le Roi mystère                                  | Paul Planchon          |
| Vieux Gamins                                    | Paul Planchon          |
| Tout feu, toute femme                           | Pierre Sisser          |
| Navarro - L'échange                             | Patrick Jamain         |
| Nestor Burma - Burma court la poupée            | Joël Séria             |
| Ils n'ont pas vingt ans                         | Charlotte Brandström   |
| Les Cordier, juge et flic - Rangée des voitures | Pierre Sisser          |
| Highlander                                      | Dennis Berry           |
| Enquête publique                                | Nicolas Gessner        |
| Les Cordier, juge et flic - La Tour de jade     | Paul Planchon          |
| Mary Lester                                     | Christiane Le Herissey |
| Les Cordier, juge et flic - Née dans la rue     | Paul Planchon          |
| Un homme en colère                              | Caroline Huppert       |
| Véga                                            | Laurent Heynemann      |
| Jacotte                                         | Jacques Cortal         |
| Sandra et les siens                             | Paul Planchon          |
| Julie, Chevalier de Maupin                      | Charlotte Brändström   |

## Anecdote
Patrick Burgel a participé à l'émission Questions pour un champion et s'y est illustré par quatre victoires d'affilée et en manquant de peu la cinquième. En octobre 2008 il est d'ailleurs invité à reprendre part au jeu pour les vingt ans de l'émission.
Le 4 avril 2009 il participe à l'émission Le grand concours - Spéciale champions des jeux télé diffusée sur TF1.
Il participera à l'émission Mystères sur TF1, relatant son expérience de maison hantée.